# ناتالی کوک
ناتالی لوئیس کوک (انگلیسی: Natalie Louise Cook؛ زاده ۱۹ ژانویهٔ ۱۹۷۵) یک بازیکن حرفه‌ای والیبال ساحلی اهل استرالیا و دارنده مدال طلای المپیک ۲۰۰۰ سیدنی است.